# 华山 (作家)
华山 （1920年—1985年），中国作家，原名杨华宁，广西龙州镇西街人。曾用笔名：伯韦、未央、西岳、牧荆、肖杨、洛枫、杲讯、若曦等。他也是粵劇名伶紅線女的第二任丈夫。
6岁随家迁居南宁，14岁考入上海泉漳高中。1936年参加中国共产党领导的“民先”组织，被学校当局开除，遂在张爱萍领导下的上海游击队做传令兵，经张爱萍介绍，赴延安吴堡西北青年训练班，后转入延安鲁迅艺术学院学习。1938年加入中国共产党。
1939年后，从事新闻记者工作，曾任《新华日报》记者和中共军委政治部、中央军委东进纵队、《冀热辽日报》、《东北日报》、新华社特派记者等；中华人民共和国成立后，任新华社军事记者、新华通讯社总编辑委员、中国作家协会第二届理事；抗美援朝期间，三次赴朝鲜前线战地采访；1957年调任中国作家协会专业作家。华山有许多创作：木刻作品有《爸爸我也要去打日本》等近百幅；文学作品有报告文学、通讯、散文、小说、诗歌。已出版的有《远航集》、《华山战地通讯选》、《朝鲜战场日记》、《华山文集》，其中中篇小说《鸡毛信》和报告文学《英雄十月》、《清川江畔》分别选入小学、中学和大学语文教科书。《鸡毛信》曾改变为同名电影，并收录在《百部爱国主义教育影片》中。
1972年华山采访林县时给来当地考察的康克清写了一封长信反映了杨贵被迫调离害遭的情况。康克清马上起草了一封信连同华山的信一同派专人紧急送往北京周恩来。后来经中央决定，调杨贵任河南省委常委，仍兼安阳地委书记和林县第一书记。
1985年于广州逝世。